# Varkenspestuitbraak in Nederland (1997-1998)
Van 1997 tot 1998 werden in Nederland varkens getroffen door een uitbraak van de varkenspest (KVP-epidemie). 429 bedrijven raakte besmet en 1775 bedrijven werden geruimd. Verder werden zo'n 12 miljoen varkens geruimd waarvan 9 miljoen om welzijnsproblemen te voorkomen. Gedurende de uitbraak lag de handel in varkens en varkensvlees in Nederland stil. Vaccineren tegen de ziekte was (vanaf 1991) niet toegestaan omdat resten in het vaccin in het vlees terecht konden komen. Werkelijk besmette varkens en gevaccineerde varkens waren dan niet meer te onderscheiden, wat de export zou schaden.
Uitbraken van de varkenspest vonden plaats in de provincies: Zeeland, Noord-Brabant, Limburg, Gelderland en Overijssel.
De varkenspest verspreidde zich in juni 1997 ook naar Bocholt, België.

## Maatregelen
Om verspreiding van de KVP te voorkomen waren volgende maatregelen genomen (Meuwissen et al., 1999)::
1. ruiming van besmette bedrijven
2. aanstelling van toezichtgebieden
3. vervoersverbod
4. welzijnsruimingen
5. preventieve ruimingen
6. fokverbod

## Verspreiding
De eerste besmetting werd op 4 februari vastgesteld in Venhorst. Op dat moment waren (achter af gezien) waarschijnlijk al een veertigtal bedrijven besmet, maar was de ziekte niet als zodanig herkend. Mogelijk was de besmetting via transporteurs uit Duitsland naar Nederland gekomen. Door het voeren van niet voldoende verhitte voedselresten uit een Britse kazerne in Sennelager, waardoor het virus in het voer overleefde, zou het daar tot een uitbraak gekomen zijn. Dat de ziekte pas op 4 februari werd vastgesteld, terwijl het eerste geval zich waarschijnlijk al op 21 januari had gemeld, kwam gedeeltelijk door de boycot van het Identificatie en Registratie (I&R) systeem door de Nederlandse Vakbond Varkenshouders. Toen de geruchten over varkenspest de kop op staken vervoerde veel varkensboeren nog snel hun varkens zodat ze niet door een vervoersverbod getroffen zouden worden.
Meteen na de vaststelling van de uitbraak in Nederland kondigde het ministerie van Landbouw een vervoersverbod op vee en mest af in een straal van 10km rondom het bedrijf. Dit verbod werd echter zo slordig verspreid dat het pas een dag later ter plekke bekend was. Het vervoersverbod had echter niet het gewenste effect want twee dagen later werd een tweede besmetting vastgesteld in Odilliapeel, nabij Venhorst. Alle varkens in een straal van 2km moesten afgemaakt worden. Omdat het bijna carnaval was werd ook het rijden van praalwagens in de carnavalsoptocht verboden. De wagens werden namelijk ook gebruikt voor veetransport en moesten daarom, vanwege het besmettingsgevaar, in de schuur blijven. Men hoopte, ook bij het LNV, dat het bij twee uitbraken zou blijven, net zoals bij de varkenspestuitbraak in 1992. Hierdoor maakte het ministerie een belangrijke inschattingsfout door aan te nemen dat het virus niet via sperma verspreid zou worden, ondanks dat onderzoek het tegendeel aantoonde. Toen het KI-station in Wanroij besmet raakte (vastgesteld op 7 maart) vervloog alle hoop op een beperkte uitbraak, aangezien de besmettingen in rap tempo stegen. Op 7 maart waren nog 38 bedrijven besmet, op 26 mei tweehonderd bedrijven, op 24 juni driehonderd bedrijven en op 8 september vierhonderd bedrijven.
De afgekondigde maatregelen gingen steeds verder. Waar op 22 maart een totaal exportverbod werd afgekondigd, al door het Permanent Veterinair Comité van de Europese Commissie geadviseerd op 12 februari. Op 22 mei gaat men over tot het doodspuiten van alle pasgeboren biggen en op 3 juni komt er een algemeen fokverbod. Deze laatste twee maatregelen moesten iets doen tegen de overvolle hokken (de dieren konden immers niet vervoerd worden).

## Gevolgen
De totale kosten van de epidemie werden geschat op 2,2 miljard euro. Naast economische schade was er ook sprake van een serieus imago verlies. Er kwam in toenemende mate kritiek vanuit de maatschappij op de sector. De uitbraak toonde een structurele kwetsbaarheid in de sector. De varkenshouderij werd gekenmerkt door grote concentratie van bedrijven in een beperkt aantal regio's van Nederland, had een grote nadruk op individuele vrijheid en ondernemerschap en de sector was afhankelijkheid van levende transport en export. De vele contacten tussen bedrijven zorgen daarnaast voor een veterinair risico. Door al deze problemen samen was het lastig ziektes in te dammen. Minster J.J. van Aartsen kondigde daarom aan dat er een he structurering van de sector noodzakelijk was om problemen met dierenwelzijn, diergezondheid, milieu en ruimtelijke kwaliteit aan te pakken. Aangezien de huidige wetgeving niet afdoende was op dit brede doel op korte termijn te realiseren werd nieuwe wetten voorbereid. Middels de Wet herstructurering Varkenshouderij werden de dierrechten geïntroduceerd waarmee de hoeveelheid varkens die per bedrijf mochten worden gehouden werden beperkt. Daarnaast kwam men met de wet Herstructurering Concentratiegebieden ter bevordering van een goede ruimtelijke structuur van de concentratiegebieden.

## Aantal uitbraken in Nederland tussen 1990 en 2002
Vanwege een beveiligingsprobleem met de MediaWiki Graph-software is het momenteel niet mogelijk deze grafiek weer te geven. Zodra de software is bijgewerkt zal de grafiek vanzelf weer zichtbaar worden.
| Jaar      | 1990 | 1991 | 1992 | 1993 | 1994 | 1995 | 1996 | 1997 | 1998 | 1999 | 2000 | 2001 | 2002 |
| Uitbraken | 2    | 0    | 5    | 0    | 0    | 0    | 0    | 424  | 5    | 0    | 0    | 0    | 0    |